# ۱۱ خرداد
۱۱ خرداد هفتادمین و سومین روز سال در گاه‌شماری خورشیدی است. به پایان سال ۲۹۲ روز (۲۹۳ روز در سال کبیسه) باقی‌است.

## مناسبت‌ها
- روز فرهنگی زرین‌شهر[۱]

## رویدادها
- ۱۲۸۸ - پایان تحصن روحانیون مشروطه خواه در حرم شاه عبدالعظیم و مردمی که در سفارت عثمانی گرد آمده بودند، از تحصن خارج شدند
- ۱۳۶۳ - صدور قطعنامه ۵۵۲ شورای امنیت به دنبال شکایت کشورهای عضو کشورهای عضو شورای همکاری خلیج فارس علیه جمهوری اسلامی ایران مبنی بر حمله به کشتی‌هایشان
- ۱۳۶۶ - حزب جمهوری اسلامی بر اثر اختلاف‌های داخلی اش منحل گردید.
- ۱۳۸۷ - سنگ‌نوشته‌ای به زبان پارسی باستان که به‌عنوان سندی دیگر دربارهٔ نام خلیج فارس است توسط افرادی مخفیانه به‌طور تعمدی تخریب شد[۲]
- ۱۳۹۹ - آغاز آتش‌سوزی جنگل‌های زاگرس
- ۱۴۰۰ - حادثه ۱۱ خرداد ۱۴۰۰ فروند نورثروپ اف-۵ نهاجا

## زادروزها
- ۱۳۰۳ - منوچهر همایون‌پور، ردیف‌دان و آوازخوان اهل ایران
- ۱۳۴۷ - پرستو گلستانی، بازیگر اهل ایران
- ۱۳۵۵ - محمدرضا علیمردانی، بازیگر، دوبلور، خواننده اهل ایران
- ۱۳۵۶ - حریر شریعت‌زاده، نوازنده اهل ایران

## درگذشت‌ها
- ۱۳۶۱ - سید حسین میرخانی، خوشنویس و نستعلیق‌نویس
- ۱۳۸۹ - آندره آرزومانیان، آهنگساز و نوازنده پیانو
- ۱۳۹۰ - هاله سحابی، دختر عزت‌الله سحابی
- ۱۴۰۴ - مهین زرین‌پنجه، موسیقی‌دان و آهنگساز